# Desenredo de Persépolis
Desenredo de Persépolis (Persepolis Rising) é um romance de ficção científica de James S. A. Corey, pseudônimo de Daniel Abraham e Ty Franck, e o sétimo livro da série A Expansão. O título do romance foi anunciado em setembro de 2016 e a capa foi revelada em 12 de dezembro de 2016.
Desenredo de Persépolis é precedido pelo livro, Cinzas da Babilônia e a série continua em Ira de Tiamate.

## Inspiração Para o Título

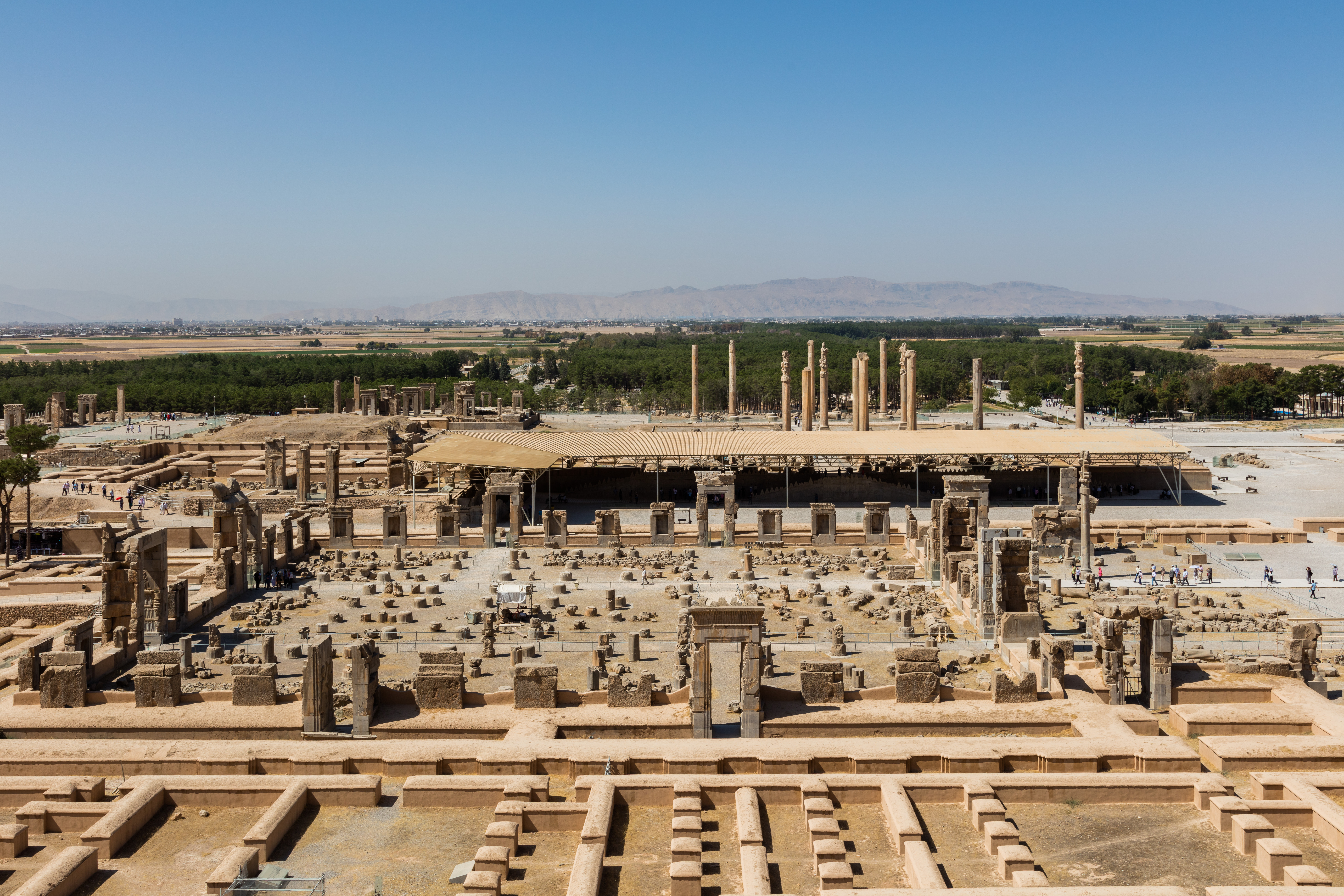
Vista geral das ruínas de Persépolis

O título do livro faz referência a capital do Império Aquemênida, Persépolis. A primeira capital do império foi Babilônia, cidade referênciada no título da obra anterior. Persépolis foi a capital até a conquista do Império Persa por Alexandre Magno em 330 a.C.
A primeira capital do Império Aquemênida foi Pasárgada, porém em 512 a.C. o rei Dario I empreendeu a construção deste massivo complexo suntuoso, ampliado posteriormente por seu filho Xerxes I e seu neto Artaxerxes I. Em 330 a.C., Alexandre Magno, em sua campanha no oriente, ocupou e saqueou Persépolis, incendiando o palácio de Xerxes, para simbolizar o fim da guerra vingativa pan-helênica contra os persas.
Mais especificamente o título do livro faz referência a desfecho, ao encerramento (Rising) do que já foi o poderio dos planetas internos, especificamente a Terra, ao ser dominados pelo Império Laconiano.

## Contexto
Vinte e oito anos se passaram desde os eventos de Cinzas da Babilônia e a Terra está de volta após o ataque que paralisou o planeta em Ardil de Nemesis. A tripulação da velha nave Rocinante ainda está junta, trabalhando em contratos para o Sindicato dos Transportes, que controla a estação do Anel e os 1.300 mundos aos quais os portões levam. Ninguém ouviu falar do Almirante Duarte e sua frota desonesta nos trinta anos desde que se separaram da Marinha da República do Congresso de Marte, até agora. Eles passaram seu tempo no sistema Laconia construindo uma frota avançada usando tecnologia remanescente dos criadores das protomoléculas. Eles retornam pelo portão para assumir a Estação Medina e lançar um ataque ao sistema Sol.

## Sinopse
Na rede de mil sol da expansão da humanidade, novos mundos de colônias estão lutando para encontrar seu caminho. Cada novo planeta vive no fio da navalha entre o colapso e a maravilha, e a tripulação da velha nave Rocinante tem as mãos mais do que ocupadas mantendo a frágil paz.
No vasto espaço entre a Terra e Júpiter, os planetas internos e o cinturão formaram uma aliança provisória e incerta ainda assombrada por uma história de guerras e preconceitos. No mundo da colônia perdida de Laconia, um inimigo oculto tem uma nova visão para toda a humanidade e o poder de impô-la.
As novas tecnologias colidem com as antigas à medida que a história do conflito humano retorna aos seus antigos padrões de guerra e subjugação. Mas a natureza humana não é o único inimigo, e as forças que estão sendo desencadeadas têm seu próprio preço. Um preço que mudará a forma da humanidade - e da Rocinante - inesperadamente e para sempre.

## Enredo Resumido

### Prólogo
A história continua três décadas após o conflito da Marinha Livre. A Terra faz parte da reformada Coalizão Terra-Marte, no entanto, o Cinturão é a superpotência. Camina Drummer é a quinta e mais nova presidente da União dos Transportes e ela se prepara para lançar a Estação de Trânsito em Lagrange #5 como a primeira parte da ampliação da sua rede.
Rocinante
A Rocinante e sua tripulação envelhecida são contratadas pela Presidente Drummer para ir ao sistema Freehold resolver suas repetidas violações das diretrizes da União dos Transportes.

### Freehold
Uma vez que a tripulação da Rocinante desembarca em Freehold, Holden e Bobbie se encontram com o conselho do município. A instrução de Holden era informar aos cidadãos de Freehold que eles seriam cortados do comércio com a Rede dos Portões por três anos. Incapaz de cumprir conscientemente com esses termos cruéis, Holden muda o plano, permitindo que Freehold entregue sua governadora, Payne Houston, em troca de não ser cortado da Rede. Embora o povo de Freehold esteja chateado, eles entregam Houston a Rocinante. No caminho de volta para o anel do sistema Freehold, Houston se liberta da contenção, mas logo é recapturada. Continuando sua rota de volta à Estação Medina, Holden e Naomi discutem se aposentar da Rocinante e se estabelecer em Luna ou Titan. Quando eles abordam o resto da tripulação sobre isso, é relutantemente acordado que eles comprarão a parte de Holden e Naomi na Rocinante, com Bobbie para se tornar a nova capitã.
Sistema Sol
Uma semana após o retorno da Rocinante, o Sistema Laconiano anuncia que assumirá a Estação Medina e o resto dos mundos conectados à Rede dos Portões. A frota invasora de Laconia compreende apenas duas naves, a nave da classe pulsar “Gathering Storm” e a nave da classe Magnetar “Heart of the Tempest”. No entanto, seu poder de fogo é suficiente para sobrecarregar rapidamente as defesas dentro da Zona Lenta, pois destroem várias naves durante a Terceira Batalha de Medina. Eles prontamente ocupam a Estação Medina, estabelecendo seu domínio. A estação é agora liderada por Santiago Singh. Ao tentar estabelecer um novo governo, Singh é testemunha de um tiroteio feito por um grupo terrorista em que seu assistente é morto violentamente. Abalado com a experiência, Singh fica cada vez mais paranoico, levando-o a tomar decisões impulsivas e ruins em relação à segurança na estação que o afasta de seus subordinados. Durante este tempo, a Tempestade (Heart of the Tempest) acelera seu cronograma e começa sua lenta aproximação/invasão do sistema Sol .
A resistência ao governo de Singh entre o povo da Estação Medina cresce à medida que um dos membros do “Subterrâneo” da APE (grupo de resistência contra o Império Laconiano), se une à tripulação da Rocinante para coordenar os ataques. O “Subterrâneo” recebe notícias de que o “Eye of the Typhoon”(Tufão), outra nave da classe Magnetar como a Tempestade, está a caminho para reforçar os laconianos em Medina. Eles estabelecem um cronograma de 40 dias para fazer o melhor que puderem para escapar da estação antes que a Tufão chegue.
O sistema Sol durante este tempo é sumariamente derrotado pela única nave de guerra Laconiana da classe Magnetar a “Tempestade” na batalha “Tempestade Joviana”. A Estação Pallas e a cidade vazia Independence são destruídas enquanto a nave avança lentamente em direção a Marte e à Terra. As naves da coalizão jogam tudo o que têm na “Tempestade” em um último esforço de defesa, mas a nave praticamente não é afetada. Baterista, o presidente do Sindicato dos Transportes, se rende, para não ocorrer mais mortes desnecessárias.
O “Subterrâneo” inicia uma revolta organizada na Estação Medina contra o governo de Singh, através de uma série de ataques estratégicos. O primeiro plano do grupo é entrar na sala de segurança do espaço aéreo que se conecta a nave “Gathering Storm”. Holden aciona tantos alertas de segurança na área quanto possível para formar uma cortina de fumaça encobrindo o ataque real, sabendo que seria preso ao fazer isso.  O grupo então ataca um soldado laconiano e rouba um conjunto da armadura “Laconian Power”. Em posse da armadura a resistência descobre que a blindagem pode ser desativada remotamente e a engenharia reversa subterrânea produz um sinal de desativação para todas as unidades de blindagem motorizadas na estação.
Enquanto Singh está discutindo o ataque ao soldado laconiano e o roubo da armadura, o plano final do Subterrâneo começa em várias frentes. Os prisioneiros mantidos pelos laconianos são libertados por Saba, marido de Drummer, em uma fuga em massa. Naomi, Clarissa e um agente do Coletivo Voltaire chamado Jordão são encarregados de sabotar o sistema de sensores das Estações Medina. Bobbie e Amos são encarregados de sabotar a Gathering Storm em uma missão para destruí-la, desativá-la, ou pelo menos para evitar que ela acerte naves em fuga.
Amos e Bobbie embarcam na Gathering Storm, através de seu casco auto-reparador usando uma tocha de corte, antes de entrar Amos desativa todas as armaduras da Marinha Laconiana na Estação Medina, travando os soldados no lugar em que estão. Amos dirige-se à oficina mecânica e Bobbie dirige-se ao convés de comando. Amos é incapaz de afundar a nave devido à tecnologia alienígena confusa. Bobbie, no entanto, consegue assumir o controle da Gathering Storm, forçando sua tripulação abandonar a nave em trajes de vácuo.
Naomi e Clarissa começam seu plano para desativar o conjunto de sensores apenas para perceber que o agente Jordão as traiu. Com os soldados blindados desativados, cinco oficiais da equipe de segurança laconianos sem armadura cercam Naomi e Clarissa. Como o par está preso com braçadeiras, seu objetivo de missão parece fadado ao fracasso, resultando em uma falha da operação combinada. Clarissa, tendo ficado cada vez mais doente devido ao envelhecimento e vazamento de implantes, ativa suas glândulas artificiais pela última vez. No corpo a corpo rápido, Clarissa mata todos os cinco laconianos junto com o traidor. Ela então cai nos braços de Naomi vendo Ren, antes de morrer.
Com a Gathering Storm subjugada, as vinte naves envolvidas com o Subterrâneo fazem uma corrida em massa para fora de Medina, coordenando a passagem pelos portões sob a orientação de Naomi.
Estação Medina
Após a revolta em massa do Subterrâneo na Estação Medina, Singh forma um plano para abater um terço da população da Estação para servir de exemplo e torná-la mais segura. Após receber as ordens de matar a população o Major Overstreet, chefe de segurança pede esclarecimento das mesmas. Singh, o governador nomeado de Medina esclarece essas ordens e explica que Overstreet tem ordens permanentes e que as deve seguir. Overstreet decide fazer de Singh um exemplo pelo mesmo ter violado o código lacônico quando ordenou o genocídio de seus cidadãos. Overstreet atira então em Singh.
A tripulação da Rocinante, agora apenas Naomi e Alex, escapa para um local isolado na superfície de Freehold a alguns quilômetros do município. A dupla se esconde e constrói um relacionamento com os locais com quem negociam ocasionalmente. A Gathering Storm está escondida em uma caverna de uma lua orbitando outro planeta no sistema. A bordo dessa nave alienígena, tentando entende-la, estão Bobbie, Amos e a tripulação de cinturianos que ajudou a capturá-la.

### Epílogo
Holden, tendo sido capturado, é enviado a bordo da nave “Lightbreaker” para Laconia. É informado a ele que a espécie que tentou destruir a prótomolecula em Ilus IV apenas atirou na nave “Tempestade” quando a mesma usou suas armas de gravidade na Estação Pallas/Tycho.
Os laconianos sabem que Holden tem experiência com as Entidades do Anel, a espécie que destruiu os criadores da prótomolecula. Winston Duarte, Alto Cônsul do Império Laconiano, vem tomando “agentes modificadores” feitos com a tecnologia da prótomolecula desenvolvidos por Cortazár. Duarte não dorme mais e tem a capacidade de ler os padrões de pensamento de outras pessoas. Duarte termina o livro entrevistando Holden, atrás de suas experiências e conhecimentos dizendo que ele será necessário na luta que virá contra os destruidores dos criadores da prótomolecula.

## Personagens

### Personagens com ponto de vista
- Cortázar (prólogo)
- Baterista (12 capítulos)
- Bobbie (14 capítulos)
- Singh (12 capítulos)
- Holden (8 capítulos)
- Alex (1 capítulo)
- Amós (1 capítulo)
- Naomi (3 capítulos)
- Clarissa (1 capítulo)
- Duarte (epilogo)[2]

### Exegese
- James Holden, capitão da Rocinante, depois de mais de 30 anos trabalhando na Rocinante, Holden olha para o próximo capítulo de sua vida, a aposentadoria. Quando os lacônios voltam pelo portão, Holden é atraído de volta para a briga. Enquanto todos os seus companheiros escapam para liderar a resistência contra Duarte, ele é levado de volta à Lacônia como cativo.
- Bobbie Draper , ex-fuzileira marciana e agora trabalhando na Rocinante. Quando Holden se retira, Bobbie assume o manto de Capitão da Rocinante.
- Camina Drummer, ex-chefe de segurança da Estação Tycho, agora presidente do Sindicato dos Transportes. O controle da estação Ring pela Transport Union e os 1.300 mundos aos quais ela se conecta fazem de Drummer uma das pessoas mais poderosas de toda a humanidade.
- Santiago Jilie Singh, capitão da Marinha Laconiana, recentemente promovido ao comando do Gathering Storm . Depois que os laconianos tomam a estação de Medina, Singh é nomeado governador da estação.
- Naomi Nagata, uma das melhores engenheiras do sistema solar e vice comandante da Rocinante, ela está ansiosa para uma aposentadoria tranquila ao lado de Holden, até que o retorno dos laconianos faz com que Naomi seja puxada para a resistência com o resto da tripulação da Rocinante.
- Alex Kamal, piloto da Rocinante, depois de mais um casamento fracassado, e com seu filho na universidade, Alex continua pilotando a Rocinante, sem planos de aposentar.
- Amos Burton, mecânico da Rocinante, ainda muito amigo de Clarissa, Amos tornou-se seu cuidador, pois sua saúde está em declínio.
- Clarissa Mao, filha devJules-Pierre Mao e ex-prisioneira na Terra, agora mecânica na Rocinante ao lado de Amos. A saúde de Clarissa está se deteriorando devido aos implantes de modificação corporal que ela recebeu há mais de trinta anos, durante sua busca para destruir Holden e restaurar o bom nome de seu pai. Durante o ataque final para roubar a Tempestade, ela ativa seus mods uma última vez e é morta por uma combinação de produtos químicos liberados e ferimentos recebidos na luta.
- Paolo Cortázar, um ex-membro da divisão de pesquisa em nanoinformática da Protogen que foi prisioneiro da APE após a invasão na Estação Thoth. Ele foi libertado por membros desonestos da APE e tem trabalhado com a frota marciana desonesta sob o almirante Duarte desde então. Ele é o principal pesquisador de Laconia e está trabalhando para tornar Duarte imortal usando tecnologia das protomoléculas.
- Winston Duarte, um ex-comandante da Marinha da República do Congresso de Marte,  até que ele e um grupo dissidente se separaram de Marte e atravessaram o portal do anel para o planeta Laconia, onde foi premiado com o posto de Almirante na recém-nascida Marinha Laconiana. Duarte soube da Laconia e da grande quantidade de tecnologia das protomoléculas que foi deixada para trás pelos criadores através de sua posição na MCRN, e sentiu que precisava ser adquirida e compreendida, caso a raça que destruiu os construtores de protomoléculas retornasse. Ele se vê como um Rei Filósofo que levará a humanidade à vitória sobre o que quer que tenha destruído os construtores das Protomoléculas. Para conseguir isso e evitar problemas com a sucessão, ele iniciou tratamentos para se tornar imortal.[6]

## Recepção
Uma resenha no Elitist Book Reviews elogiou a caracterização do romance, dizendo: "A caracterização neste livro estava no ponto. Na verdade, é provavelmente o melhor que eles fizeram na série. Houve tantos momentos que me fizeram prender a respiração, ou sussurrando "não ...", e seriamente rasgando."  
Andrew Liptak de The Verge foi um pouco crítico do livro, no entanto, dizendo "[ Persepolis Rising] fica aquém em alguns lugares. Os laconianos se parecem demais com um império do mal estereotipado, completo com super armas e soldados de infantaria blindados. O próprio Singh se sente particularmente ingênuo – deveria ser óbvio por que os governos não querem aceitar o governo lacônico. Alguém poderia pensar que um poder militar poderoso teria uma compreensão mais realista das forças de invasão e lidar com insurgências. Mesmo que a série esteja buscando novas apostas em seu arco final, é menos interessante do que as nuances políticas dos livros anteriores." 
Niall Alexander, do Tor.com, elogiou os tons e temas sombrios do romance, dizendo: "Embora a sétima parte de The Expanse comece com uma nota incomumente esperançosa, com a humanidade finalmente unida e nossos heróis sempre esperançosos planejando aposentadorias felizes, Persepolis Rising está entre os capítulos mais sombrios desta saga insaciável. Demora um pouco mais do que eu gostaria, mas quando isso acontece, Persepolis Rising se mostra tão emocionante e pungente quanto qualquer um de seus poderosos predecessores, e dado o quão perto o fim é daqui, não espero que haja outro momento de tédio antes que toda a história acabe." 

## Conto
"Auberon" é um conto publicado por James S. A Corey ambientado entre Desenredo de Persépolis e sua sequência Ira de Tiamate em 12 de novembro de 2019. Consiste em 63 páginas.  O conto foi bem recebido, com uma classificação média no Goodreads de 4,5 estrelas.

## Traduções pelo mundo
O livro não foi publicado no Brasil
- Checo: Vzestup Persepole (2018)[13]
- Hungaro: Perszepolisz felemelkedése (2018)[14]
- Italiano: Persepolis rising — La rinascita (2018)[15]
- Alemão: Persepolis erhebt sich (2019)[16]
- Russo: Восстание Персеполиса (2019)[17]
- Francês: Le Soulèvement de Persépolis (2019)[18]
- Sérvio: Uspon Persepolisa (2019)[19]
- Polonês: Wzlot Persepolis (2019)[20]
- Espanhol: El Alzamiento de Persépolis (2022)[21]

## Série

### Romances
| Número | Título                  | Páginas | Áudio   | Data da Publicação Original | ISBN              |
| ------ | ----------------------- | ------- | ------- | --------------------------- | ----------------- |
| 1      | Leviatã Desperta        | 592     | 20h 56m | 15/06/2011                  | 978-0-316-12908-4 |
| 2      | A Guerra de Caliban     | 595     | 21h     | 25/06/2012                  | 978-0-316-12906-0 |
| 3      | Os Portões de Abadom    | 539     | 19h 42m | 04/06/2013                  | 978-0-316-12907-7 |
| 4      | O Incêndio de Cibola    | 583     | 20h 7m  | 17/06/2014                  | 978-0-316-21762-0 |
| 5      | Ardil de Nemesis        | 544     | 16h 44m | 02/06/2015                  | 978-0-316-21758-3 |
| 6      | Cinzas da Babilônia     | 608     | 19h 58m | 06/12/2016                  | 978-0-316-33474-7 |
| 7      | Desenredo de Persépolis | 560     | 20h 34m | 05/12/2017                  | 978-0-316-33283-5 |
| 8      | Ira de Tiamate          | 544     | 19h 8m  | 26/03/2019                  | 978-0-316-33286-6 |
| 9      | Leviatã Adormece        | 528     | 19h 40m | 30/11/2021                  | 978-0-316-33291-0 |